# 위봉문
위봉문(威鳳門)은 대한민국 강원특별자치도 춘천시에 있는, 조선시대의 문이다. 강원도 유형문화재 제1호로, 춘천시 중앙로 1가 강원도청 앞에 있다.
이 문은 조선 인조 24년(1646년)에 춘천부사 엄황(嚴惶)이 지었던 문소각(聞韶閣)의 내부 담장 출입문이다. 그 후 고종 27년(1890년)에 유수(留守) 민두호(閔斗鎬)가 왕명으로 문소각을 확장하여 조정이 위험에 처했을 때 임금의 피난지로 이궁(離宮)으로 고쳐 지었으나, 임금이 사용한 적은 한 번도 없었다.
1619년 문소각에 화재가 발행하여 이 문과 문루(門樓)였던 조양루만 남고 모두 불타버렸다. 이때 이 문은 현재의 도청 뒤편에 이전되어 문으로 사용되다가 다시 1972년에 지금의 자리로 위치를 옮겼다.

## 개요
위봉문은 춘천관아 건물인 문소각(聞韶閣)을 신축할 때 내삼문(內三門)으로 함께 건립되었다. 고종 27년인 1890년 춘천관아에 이궁(離宮)이 설치되면서 위봉문은 이궁의 내삼문으로 사용되었다.
한국전쟁으로 인한 문소각 소실과 강원도청사 건립으로 몇 차례 이전되어 있던 것을 2013년 4월 이 자리에 이전을 완료하였다. 현판글씨는 조선후기 명필이었던 송하옹(松下翁) 조윤형(曺允亨)이 쓴 것이다.
정면 3칸, 측면 2칸 규모의 맞배지붕으로 내삼문의 전형인 솟을대문 양식을 온전히 갖추고 있다. 한 단의 장대석(長臺石) 기단을 놓고 앞뒤 8개의 원형기둥을 사각형의 주춧돌 위에 세웠다.

## 참고 자료
- 위봉문 - 국가유산청 국가유산포털